# Barbara Stanwyck
Barbara Stanwyck, (Brooklyn, 1907. július 16. – Santa Monica, Kalifornia, 1990. január 20.) Golden Globe-díjas és háromszoros Primetime Emmy-díjas amerikai színésznő. Négyszer jelölték Oscar-díjra, végül 1982-ben munkásságát életműdíjjal jutalmazták. Az Amerikai Filmintézet Minden idők legjobb színészei listáján a 11. helyezést érte el.

## Élete

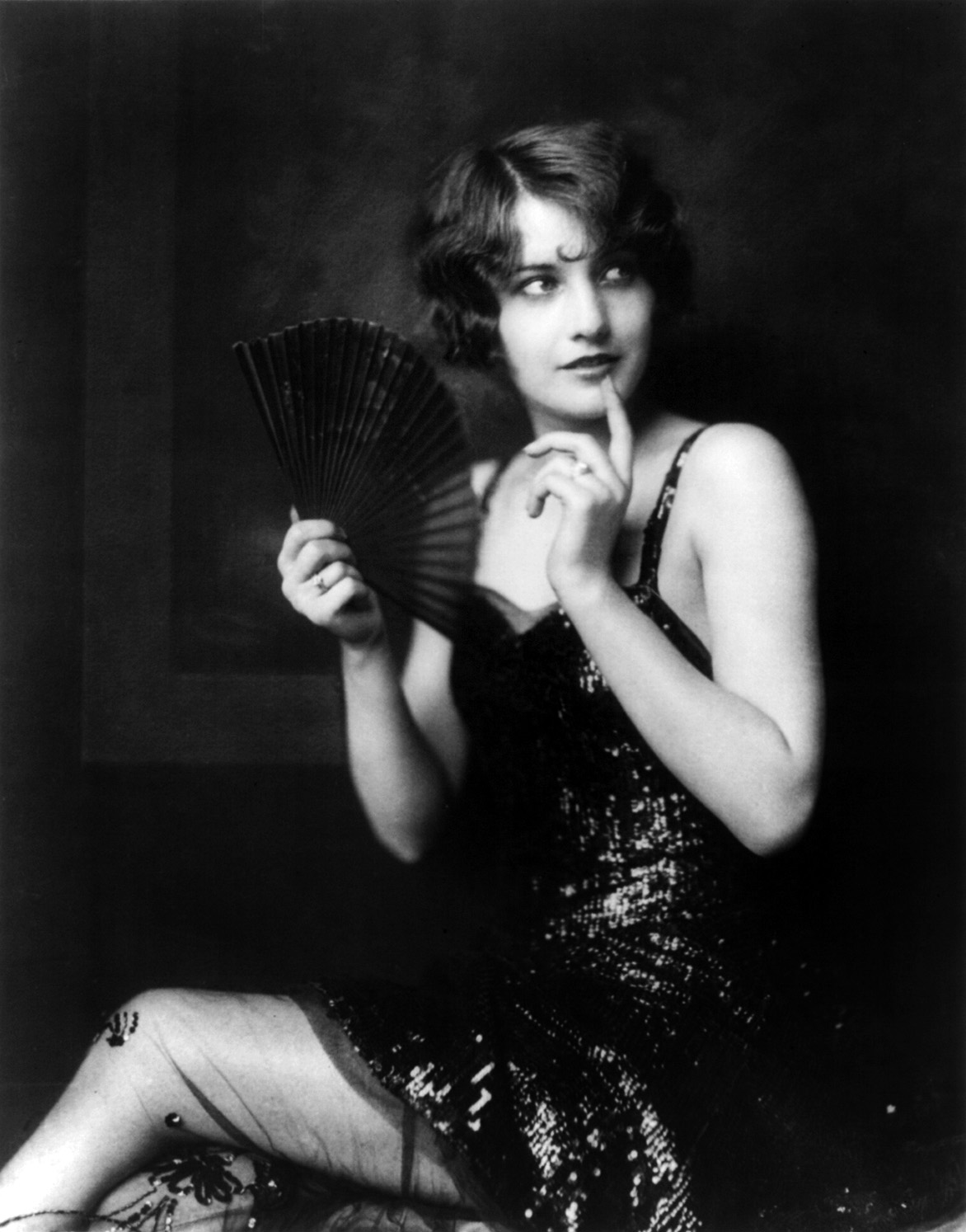
A Ziegfeld-lány (1924)

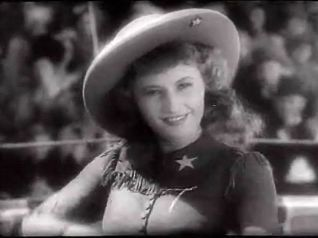
Stanwyck mint Annie Oakley (1935)

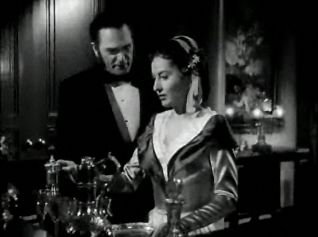
The Man With A Cloak

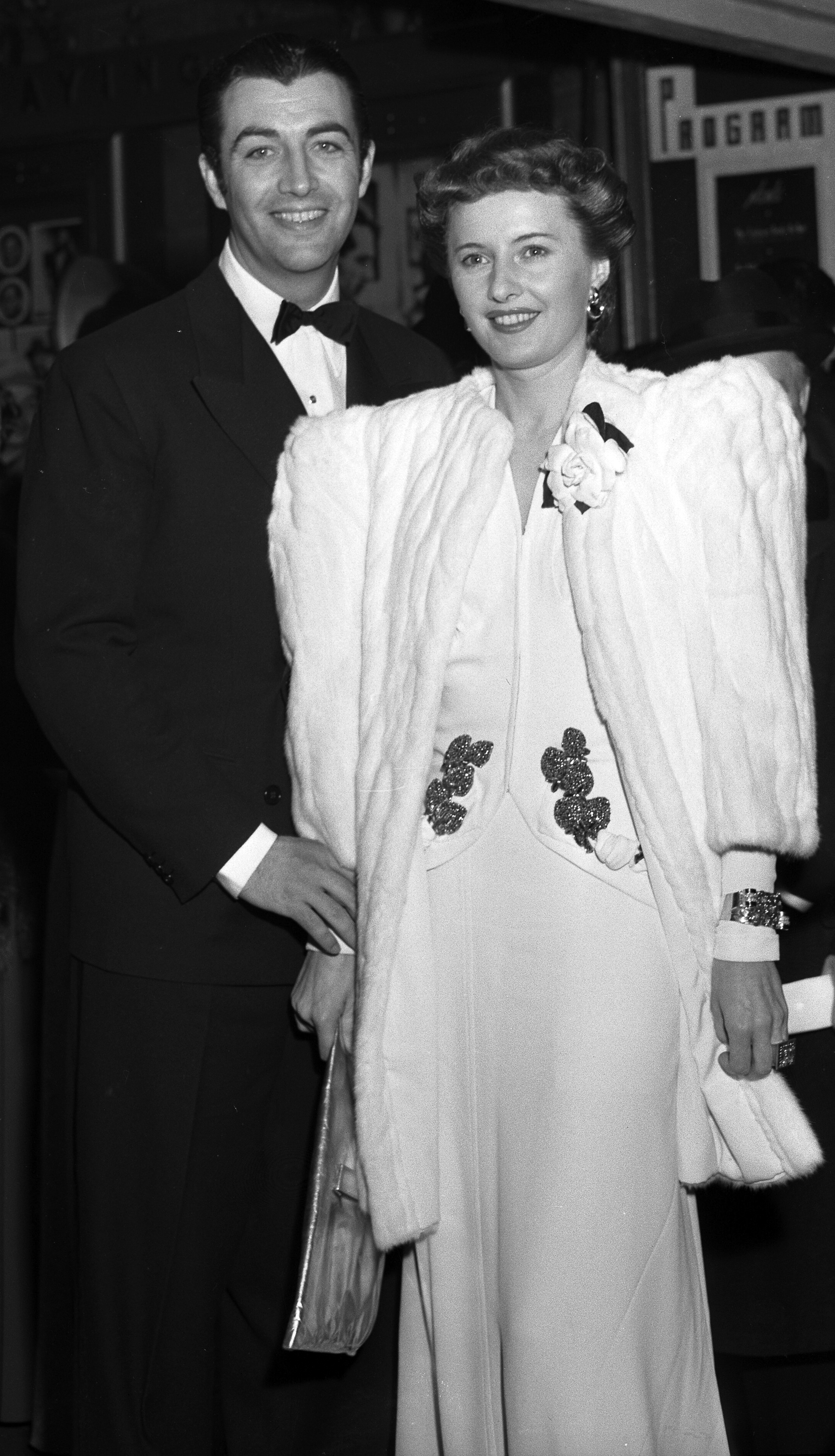
Stanwyck és férje, Robert Taylor (1941)

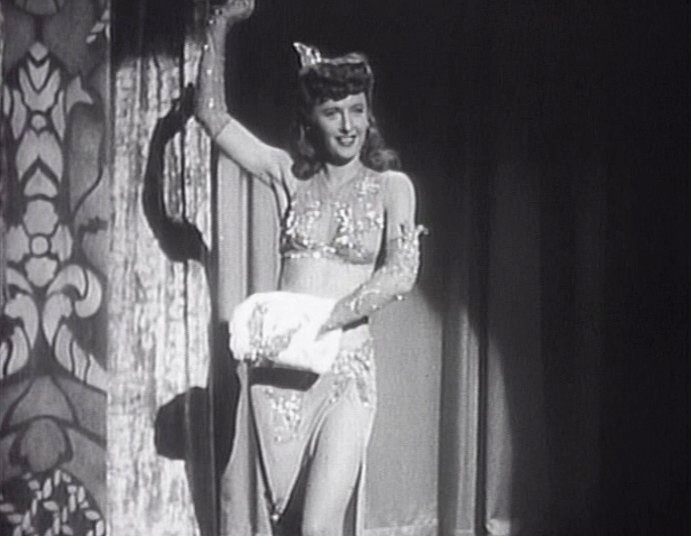
Lady of Burlesque (1943)

### Gyermekkora
Ruby Catherine néven látta meg a világot egy szegény család ötödik, egyben legfiatalabb gyermekeként. Skót és ír vér csörgedezett az ereiben. Egy bátyja és a nővére, Mildred érte meg a felnőttkort. A kis Ruby négyéves korára árva maradt, mikor édesanyját, Catherine Annt egy részeg járókelő véletlenül kilökte egy autó elé. Édesapja, Byron E. Stevens, nem tudta feldolgozni felesége halálát, ezért mikor felvették a dolgozók közé a Panama-csatorna kiépítésére, elment és többet nem tért vissza. Ruby nővérére hárult a feladat, hogy gondoskodjon testvéreiről. Öccsét és húgát nevelőszülőkhöz helyezte, amíg Mildred állást kapott show-girlként. Rubyt feszélyezte a nevelőszülői otthon, gyakran megszökött. Már kilencéves korára erős dohányos volt, tizenöt évesen pedig abortusza volt. Mildred show-girl életmódja ellenben lenyűgözte Rubyt, és 1916 majd 1917 nyarán is Mildreddel tartott a színpadra. Ruby eldöntötte, hogy dolgozni fog, ezért otthagyta az iskolát, és kisegítői munkákat végzett. Volt eladó, recepciós, titkárnő, de mindenáron be akart jutni a show-bizniszbe, ezért állást szerzett magának a Vogue magazinnál, ahol ruhasablonokat vágott ki egészen addig, míg vevői panaszra ki nem rúgták. Ezután gyorsgépelő volt Jerome H. Remick társaságánál, az 1920-as évektől pedig modellkedni kezdett.
Rubynak sikerült bekerülnie egy kórusba, majd egy évadra tagja lett Florenz Ziegfeld Jr. híres női lánykórusának, a Ziegfeld Folliesnak, ahol nemcsak énekelt, hanem táncolt is. Innen már csak egy ugrásnyira volt attól, hogy a Broadway színésznője legyen. Szerencséjére Willard Mack válogatást tartott The Noose című színdarabjához, és meghallgatásra hívta Rubyt. A Noose rendkívüli sikernek örvendve kilenc hónapon át szerepelt a repertoáron és megért közel kétszáz előadást. Ez volt az a pillanat, mikor Ruby egy poszter alapján felvette a Barbara Stanwyck művésznevet. Az ötletet a brit színésznő, Joan Stanwyck Barbara Frietchie címszerepe adta, aki mint valós személy az amerikai polgárháborúban híresült el azzal, hogy csapatának zászlaját lengette az ellenfél előtt.

### Az áhított Oscar
Ruby immár Barbara Stanwyckként lépett be az 1920-as évek végén a filmiparba. Első filmes szerepe egy legyező táncos volt a Broadway Nights című némafilmben (1927). A következő évben befejezte színpadi pályafutását a Broadwayen, és beválogatták a Locked Door és a Mexikó rózsája stábjába. Habár a Mexikó rózsája főszerepét játszotta, nem lelt széleskörű ismertségre, és a karrierje majdnem véget ért, mielőtt elkezdődhetett volna. Szerencséjére 1930-ban Frank Capra kiválasztotta a Megfizethetetlen asszony főszerepére, akit mint a cím is ráutal mindenekelőtt a pénz érdekel. Stanwyck később is együtt dolgozott Caprával, és szerződést kötött a Columbia Picturesszel. Több népszerű filmet forgatott, mint az Illicit, a Ten Cents a Dance, amit Lionel Barrymore rendezett, a Night Nurse és a Tiltott utakon, amely végül A kategóriás színésznővé emelte. David O. Selznick megannyi színésznő közül Stanwycket is fontolóra vette az Elfújta a szél Scarlet O'Harájának szerepére, a megtiszteltetés azonban Vivien Leight érte.
Stanwyck Hollywood aranykorának színészei mellett (pl. Bette Davis vagy Joan Crawford) újraértelmezte a női szereplők funkcióját. Az eddigi boldog háziasszonyok és engedelmes szeretők korán felülemelkedve Stanwyck megcsillantotta az értelmet, hirtelen a nőknek is lettek saját vágyaik, ötleteik, inspirációik – vagy hátsó gondolataik. Remek példa rá az Annie Oakley sportlövészről forgatott film, vagy az 1940-es évek sikersorozata az Asszony a hálóban és a Szőke szélvész, mely filmekkel jelölést kapott az Oscar-díjra. Az egyik legkiválóbb film noirnak tartják az 1944-es Gyilkos vagyok címűt Fred MacMurray és Edward G. Robinson közreműködésével, amelyben Stanwyck férje balesetbiztosítását próbálja meg megszerezni, miközben a nyomozókat félrevezeti. Alakításával ismét esélyes lett az Oscar-díjra, de ezúttal Ingrid Bergman Gázláng című filmje ellen vesztett. A Sajnálom, téves szám film noir hasonló célt képviselt elérni, mint a Gyilkos vagyok, ezúttal Burt Lancasterrel a bűnöző bőrébe bújva, és Stanwycket újra, egyben utoljára jelölték Oscarra.

### Tévéképernyőn
Stanwyck a legjobban fizetett színésznőnek számított a negyvenes években. Habár egészen a hetvenes évek elejéig még forgatott, egyik filmje sem ért el olyan áttörő sikert, mint a Gyilkos vagyok. Az ötvenes években megvetette a lábát a televíziózás világában, először csak vendégszerepekkel különböző műsorokban, mint Loretta Young Letter to Lorettája, a Jack Benny Program vagy a Zane Grey Theatre. 1960-ban saját tévéműsort kapott Barbara Stanwyck Show néven, amellyel elnyerte első Emmy-díját, ennek ellenére a program csak egy évig futott. „Egy pillanatra sem az én terepem volt. Örültem, mikor törölték” – mondta később Stanwyck. Legemlékezetesebb televíziós szerepe a Big Valley western tévésorozatban volt Victoria Barkley-ként, amely négy évadot is megélt, és négyszer jelölték érte Emmy-díjra, amelyből egyet meg is nyert.
1982-ben munkásságát Oscar-életműdíjjal jutalmazták, 1983-ban harmadik Emmy-díját és első Golden Globe-díját vihette haza a Tövismadarakért, amelyben egy vasakaratú nagymamát játszott Rachel Ward és Richard Chamberlain oldalán. Utolsó szereplése a Dinasztia című tévésorozatban volt, aminek a spin-offjában, a Colbysban, még 1986-ig játszott. Az erős dohányzás azonban már megviselte szervezetét, elfáradt és visszavonult, jótékonykodásba kezdett.

### Magánélete
Stanwyck kétszer házasodott, mindkétszer színészhez ment feleségül. Első férje, Frank Fay volt, a frigyet 1928-ban kötötték meg. Stanwyck valószínűleg az abortusza miatt nem tudott kihordani gyermeket, ezért a házaspár örökbe fogadott egy kisfiút 1932-ben, akit Dion Anthony "Tony" Faynek neveztek el. A hitvesi viszony azonban megromlott a férj alkoholproblémái következtében. A válásuk után Stanwyck közelebb került Robert Taylorhoz, akivel két évvel később kötötte össze az életét. A pár több mint tíz évig együtt volt, amit elhidegülés követett, majd válással végződött.
Stanwyck ezután Robert Wagnerrel randevúzott közel négy évig, akivel a Titanic forgatása alatt ismerkedett meg. Kapcsolatuk véget értével is barátok maradtak.
Stanwyck nem volt hajlandó szexualitását megvitatni a sajtóval, ami több pletykát is felröppentett, hogy a színésznő talán leszbikus. Igaz vagy sem, a melegek és a leszbikusok körében is ünnepelt személyiség nemcsak egyéniségével, de független természetével.
Stanwyck 1990-ben hunyt el szívbetegségben.

## Filmográfia

### Fellépései a Broadway színpadán[14]
- Keep Kool (1924) (kórustag)
- The Noose (1926–27)
- Burlesque (1927–28)
- Tattle Tales (1933)

### Filmek

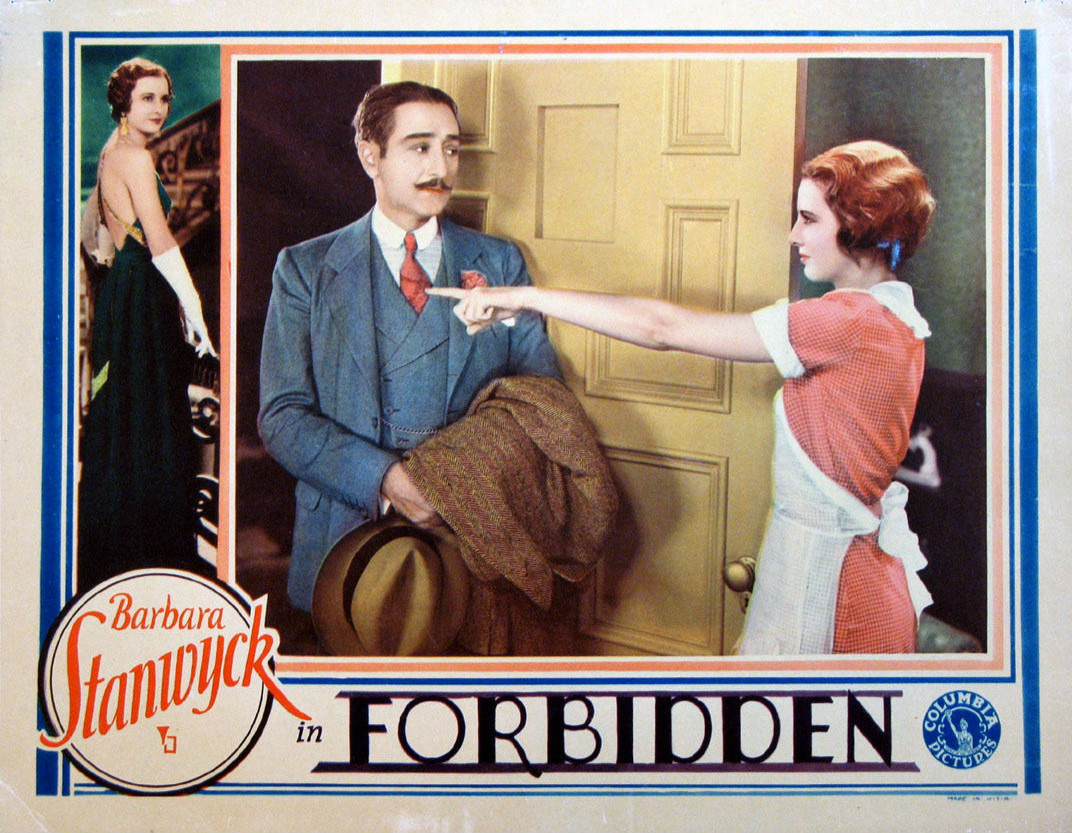
Tiltott utakon szórólap (1932)

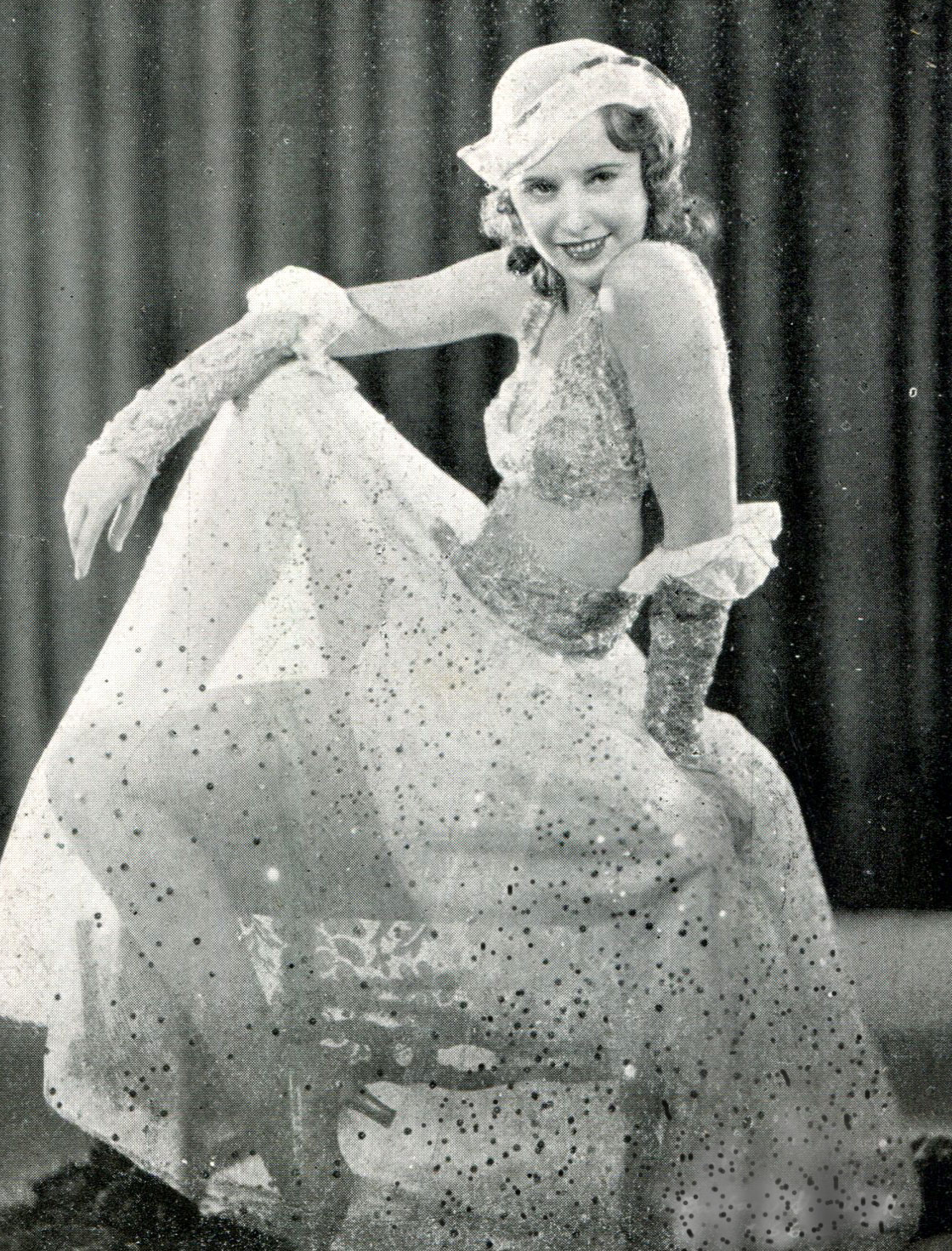
Stanwyck egy olasz magazinban (1931)

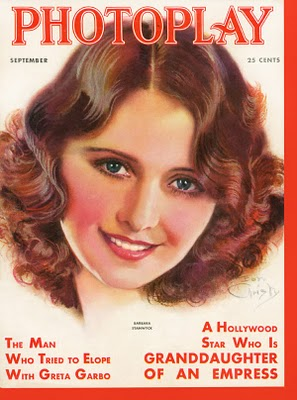
Stanwyck a Photoplay magazin szeptemberi számában (1931)

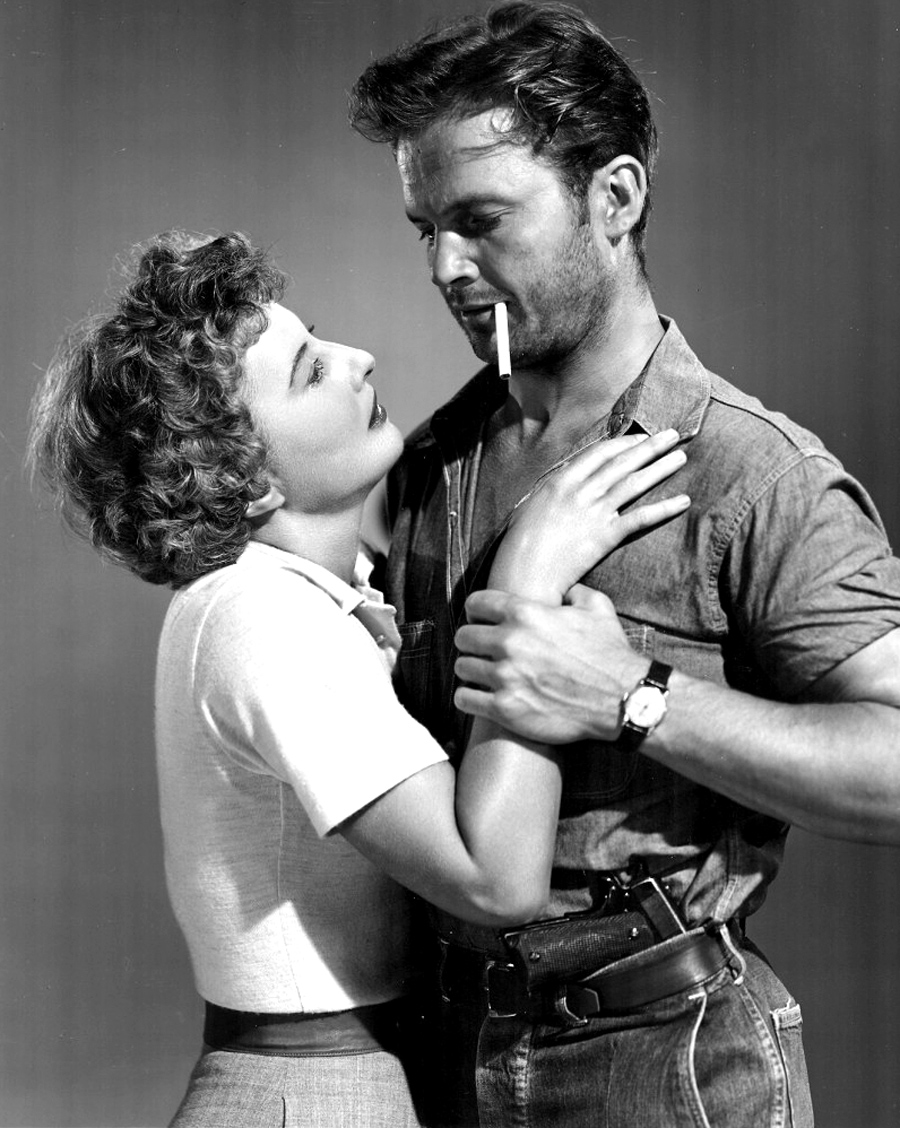
Ralph Meeker és Stanwyck a Csapdahelyzetben (1953)

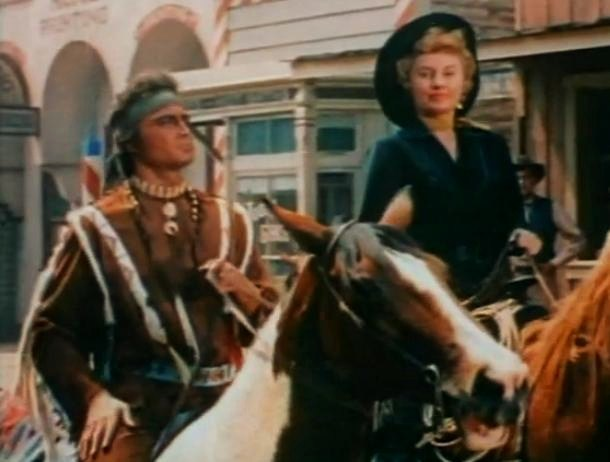
Cattle Queen of Montana

| Év   | Cím                          | Szerep                             | Partner                                         | Megjegyzés                                                                                                |
| ---- | ---------------------------- | ---------------------------------- | ----------------------------------------------- | --- |
| 1927 | Broadway Nights              | legyezőtáncos (nincs a stáblistán) |                                                 | elveszett film                                                                                            |
| 1929 | The Locked Door              | Ann Carter                         | Rod La Rocque                                   | |
| 1929 | Mexikó rózsája               | Mexicali Rose                      | Sam Hardy                                       | |
| 1930 | Megfizethetetlen asszony     | Kay Arnold                         | Lowell Sherman és Ralph Graves                  | rendezte Frank Capra                                                                                      |
| 1931 | Illicit                      | Anne Vincent Ives                  | Ricardo Cortez                                  | |
| 1931 | Ten Cents a Dance            | Barbara O'Neill                    | Ricardo Cortez                                  | rendezte Lionel Barrymore                                                                                 |
| 1931 | The Stolen Jools             | Mrs. Frank Fay (önmaga)            |                                                 | rövidfilm                                                                                                 |
| 1931 | Night Nurse                  | Lora Hart                          | Ben Lyon és Clark Gable                         | rendezte William A. Wellman                                                                               |
| 1931 | The Miracle Woman            | Florence Fallon                    | David Manners                                   | rendezte Frank Capra                                                                                      |
| 1932 | Tiltott utakon               | Lulu                               | Adolphe Menjou és Ralph Bellamy                 | rendezte Frank Capra                                                                                      |
| 1932 | Shopworn                     | Kitty Lane                         | Regis Toomey                                    | rendezte Nick Grinde                                                                                      |
| 1932 | So Big!                      | Selina Peake De Jong               | George Brent                                    | rendezte William A. Wellman                                                                               |
| 1932 | The Purchase Price           | Joan Gordon                        | George Brent                                    | rendezte William A. Wellman                                                                               |
| 1932 | Asszony a hálóban            | Megan                              | Nils Asther                                     | rendezte Frank Capra                                                                                      |
| 1933 | Ladies They Talk About       | Nan Taylor                         | Preston Foster                                  | |
| 1933 | Egy asszony útja             | Lily                               | George Brent                                    | |
| 1933 | Sorsok a fergetegben         | Mary Archer Wilbrandt              | Otto Kruger és Ralph Bellamy                    | |
| 1934 | Gambling Lady                | Jennifer Lady Lee                  | Joel McCrea és Pat O’Brien                      | |
| 1934 | A Lost Lady                  | Marian                             | Frank Morgan és Ricardo Cortez                  | |
| 1934 | The Secret Bride             | Ruth Vincent                       | Warren William                                  | |
| 1935 | The Woman in Red             | Shelby Barret Wyatt                | Gene Raymond                                    | |
| 1935 | Red Salute                   | Drue Van Allen                     | Robert Young                                    | |
| 1935 | Annie Oakley                 | Annie Oakley                       | Preston Foster és Melvyn Douglas                | |
| 1936 | Garcia futárja               | Raphaelita Maderos                 | Wallace Beery és John Boles                     | |
| 1936 | The Bride Walks Out          | Carolyn Martin                     | Gene Raymond és Robert Young                    | |
| 1936 | Fivérem felesége             | Rita Wilson Claybourne             | Robert Taylor                                   | |
| 1936 | Banjo on My Knee             | Pearl Elliott Holley               | Joel McCrea                                     | rendezte: John Cromwell                                                                                   |
| 1936 | Eke és csillagok             | Nora Clitheroe                     | Preston Foster                                  | |
| 1937 | Internes Can't Take Money    | Janet Haley                        | Joel McCrea                                     | rendezte Alfred Santell                                                                                   |
| 1937 | A csillagos lobogóért        | Lil Duryea                         | Robert Taylor                                   | |
| 1937 | Asszony a lejtőn             | Stella Dallas                      | John Boles                                      | rendezte King Vidor                                                                                       |
| 1937 | Breakfast for Two            | Valentine Ransome                  | Herbert Marshall                                | rendezte Alfred Santell                                                                                   |
| 1938 | Always Goodbye               | Margot Weston                      | Herbert Marshall                                | |
| 1938 | Az őrült Miss Manton         | Melsa Manton                       | Henry Fonda                                     | |
| 1939 | Acélkaraván                  | Mollie Monahan                     | Joel McCrea és Robert Preston                   | rendezte Cecil B. DeMille                                                                                 |
| 1939 | Golden Boy                   | Lorna Moon                         | William Holden és Adolphe Menjou                | |
| 1940 | Emlékezz az éjszakára        | Lee Leander                        | Fred MacMurray                                  | |
| 1941 | Lady Eve                     | Jean Harrington                    | Henry Fonda                                     | |
| 1941 | Az utca embere               | Ann Mitchell                       | Gary Cooper                                     | rendezte Frank Capra magyar hangja: 1. változat Radó Denise 2. változat Für Anikó 3. változat Kovács Nóra |
| 1941 | Hozzám tartozol              | Helen Hunt                         | Henry Fonda                                     | |
| 1941 | Szőke szélvész               | Sugarpuss O'Shea                   | Gary Cooper                                     | magyar hangja: Incze Ildikó                                                                               |
| 1942 | The Great Man's Lady         | Hannah Sempler                     | Joel McCrea                                     | |
| 1942 | The Gay Sisters              | Fiona Gaylord                      | George Brent                                    | |
| 1943 | Bűn és szerelem              | Joan Stanley                       | Charles Boyer                                   | |
| 1943 | Lady of Burlesque            | Deborah Hoople Dixie Daisy         | Michael O'Shea                                  | |
| 1944 | Gyilkos vagyok               | Phyllis Dietrichson                | Fred MacMurray és Edward G. Robinson            | magyar hangja: Géczy Dorottya                                                                             |
| 1944 | Hollywood Canteen            | Önmaga                             |                                                 | |
| 1945 | Karácsony Connecticutban     | Elizabeth Lane                     | Dennis Morgan                                   | |
| 1945 | Hollywood Victory Caravan    | Önmaga                             |                                                 | rövidfilm                                                                                                 |
| 1946 | My Reputation                | Jessica Drummond                   | George Brent                                    | |
| 1946 | The Bride Wore Boots         | Sally Warren                       | Robert Cummings                                 | |
| 1946 | Martha Ivers furcsa szerelme | Martha Ivers                       | Van Heflin és Kirk Douglas                      | |
| 1947 | California                   | Lily Bishop                        | Ray Milland                                     | |
| 1947 | A két Mrs. Carroll           | Sally Morton Carroll               | Humphrey Bogart                                 | |
| 1947 | The Other Love               | Karen Duncan                       | David Niven                                     | rendezte André de Toth                                                                                    |
| 1947 | Cry Wolf                     | Sandra Marshall                    | Errol Flynn                                     | |
| 1948 | B.F.'s Daughter              | Polly Fulton                       | Van Heflin                                      | |
| 1948 | Sajnálom, téves szám         | Leona Stevenson                    | Burt Lancaster                                  | rendezte Anatole Litvak                                                                                   |
| 1949 | The Lady Gambles             | Joan Boothe                        | Robert Preston                                  | |
| 1949 | Keleti oldal, nyugati oldal  | Jessie Bourne                      | James Mason                                     | |
| 1950 | The File on Thelma Jordon    | Thelma Jordon                      | Wendell Corey                                   | |
| 1950 | No Man of Her Own            | Helen Ferguson Patrice Harkness    | John Lund                                       | |
| 1950 | The Furies                   | Vance Jeffords                     | Wendell Corey                                   | |
| 1950 | To Please a Lady             | Regina Forbes                      | Clark Gable                                     | |
| 1951 | The Man with a Cloak         | Lorna Bounty                       | Joseph Cotten                                   | |
| 1952 | Éjszakai összecsapás         | Mae Doyle D'Amato                  | Paul Douglas és Robert Ryan                     | |
| 1953 | Csapdahelyzet                | Helen Stilwin                      | Ralph Meeker és Barry Sullivan                  | magyar hangja: Orosz Anna                                                                                 |
| 1953 | Titanic                      | Julia Sturges                      | Clifton Webb és Robert Wagner                   | |
| 1953 | All I Desire                 | Naomi Murdoch                      | Richard Carlson                                 | |
| 1953 | Kifulladt vad                | Marina Conway                      | Gary Cooper                                     | magyar hangja: Tábori Nóra                                                                                |
| 1953 | The Moonlighter              | Rela                               | Fred MacMurray                                  | |
| 1954 | Witness to Murder            | Cheryl Draper                      | George Sanders és Gary Merrill                  | |
| 1954 | Vezetői lakosztály           | Julia O. Tredway                   | William Holden, Fredric March és Walter Pidgeon | |
| 1954 | Cattle Queen of Montana      | Sierra Nevada Jones                | Ronald Reagan                                   | |
| 1955 | Az erőszakos férfiak         | Martha Wilkison                    | Glenn Ford, Edward G. Robinson és Brian Keith   | |
| 1955 | Escape to Burma              | Gwen Moore                         | Robert Ryan                                     | |
| 1956 | There's Always Tomorrow      | Norma Miller Vale                  | Fred MacMurray                                  | |
| 1956 | The Maverick Queen           | Kit Banion                         | Barry Sullivan                                  | |
| 1956 | Egy milliomos szíve          | Ann Dempster                       | James Cagney                                    | |
| 1957 | Crime of Passion             | Kathy Doyle                        | Sterling Hayden és Raymond Burr                 | |
| 1957 | Trooper Hook                 | Cora Sutliff                       | Joel McCrea                                     | |
| 1957 | Negyven fegyver              | Jessica Drummond                   | Barry Sullivan                                  | |
| 1962 | Walk on the Wild Side        | Jo Courtney                        | Laurence Harvey                                 | |
| 1964 | A cirkusznak mennie kell     | Maggie Morgan                      | Elvis Presley                                   | |
| 1964 | The Night Walker             | Irene Trent                        | Robert Taylor                                   | |
| 1964 | Calhoun: County Agent        | Abby Rayner                        |                                                 | |
| 1970 | The House That Would Not Die | Ruth Bennett                       |                                                 | tévéfilm                                                                                                  |
| 1971 | A Taste of Evil              | Miriam Jennings                    |                                                 | tévéfilm                                                                                                  |
| 1973 | Levelek                      | Geraldine Parkington               |                                                 | |

### Televíziós sorozatok

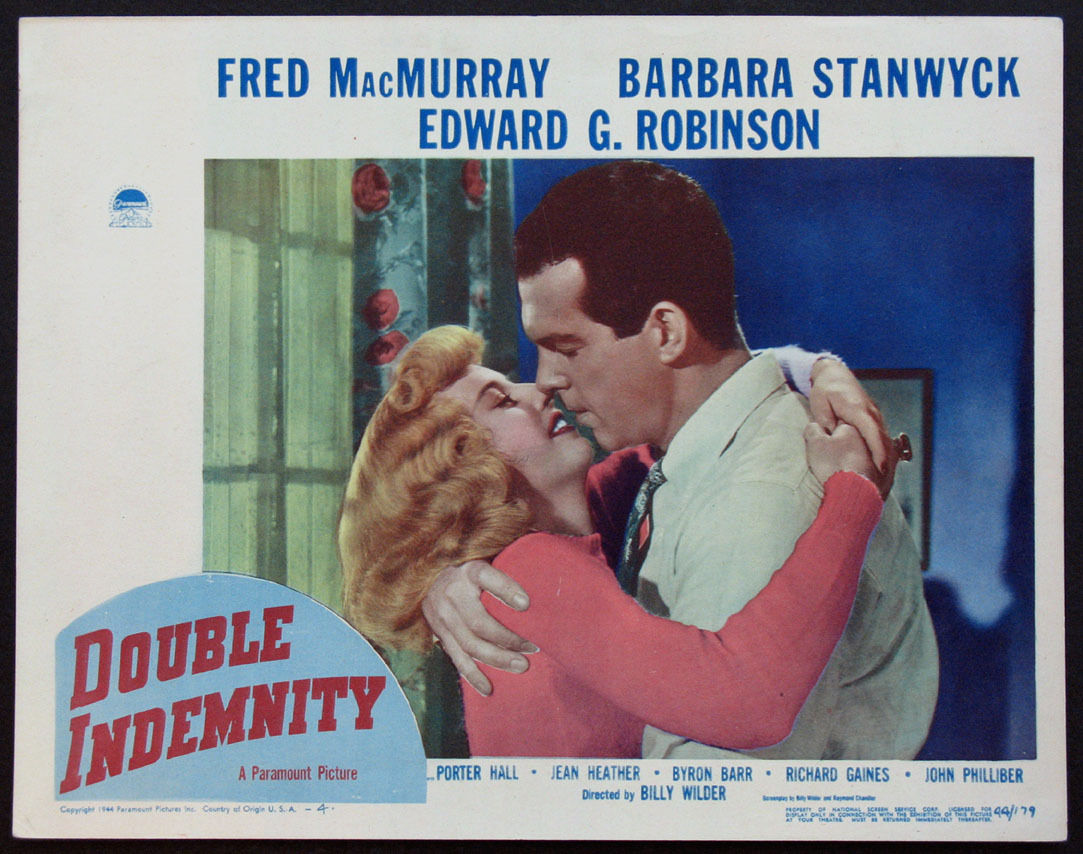
A Gyilkos vagyok szórólapja

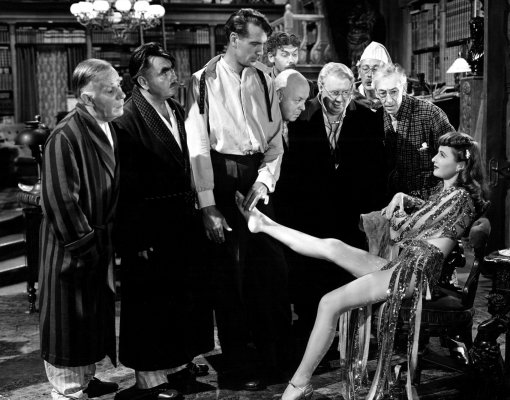
A Szőke szélvész című filmben

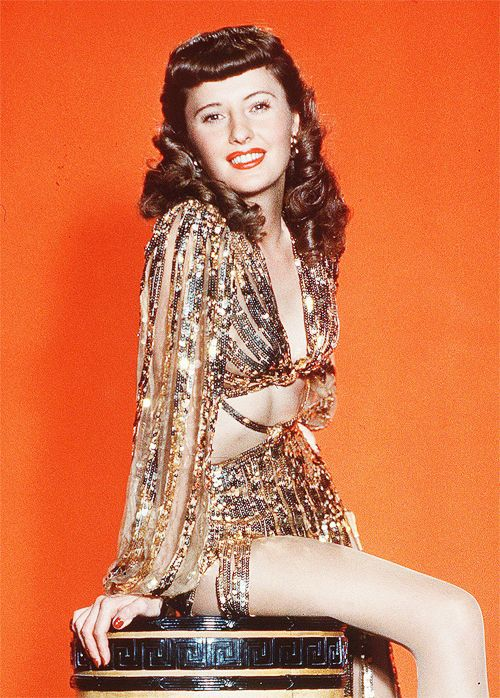
Szőke szélvész

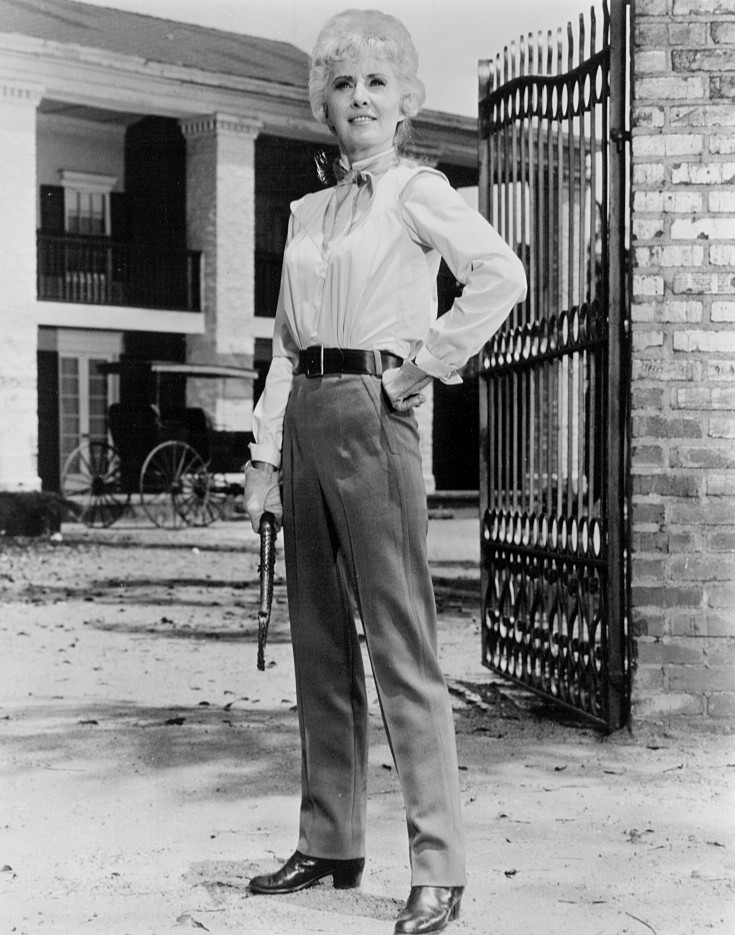
A Big Valley tévésorozatban

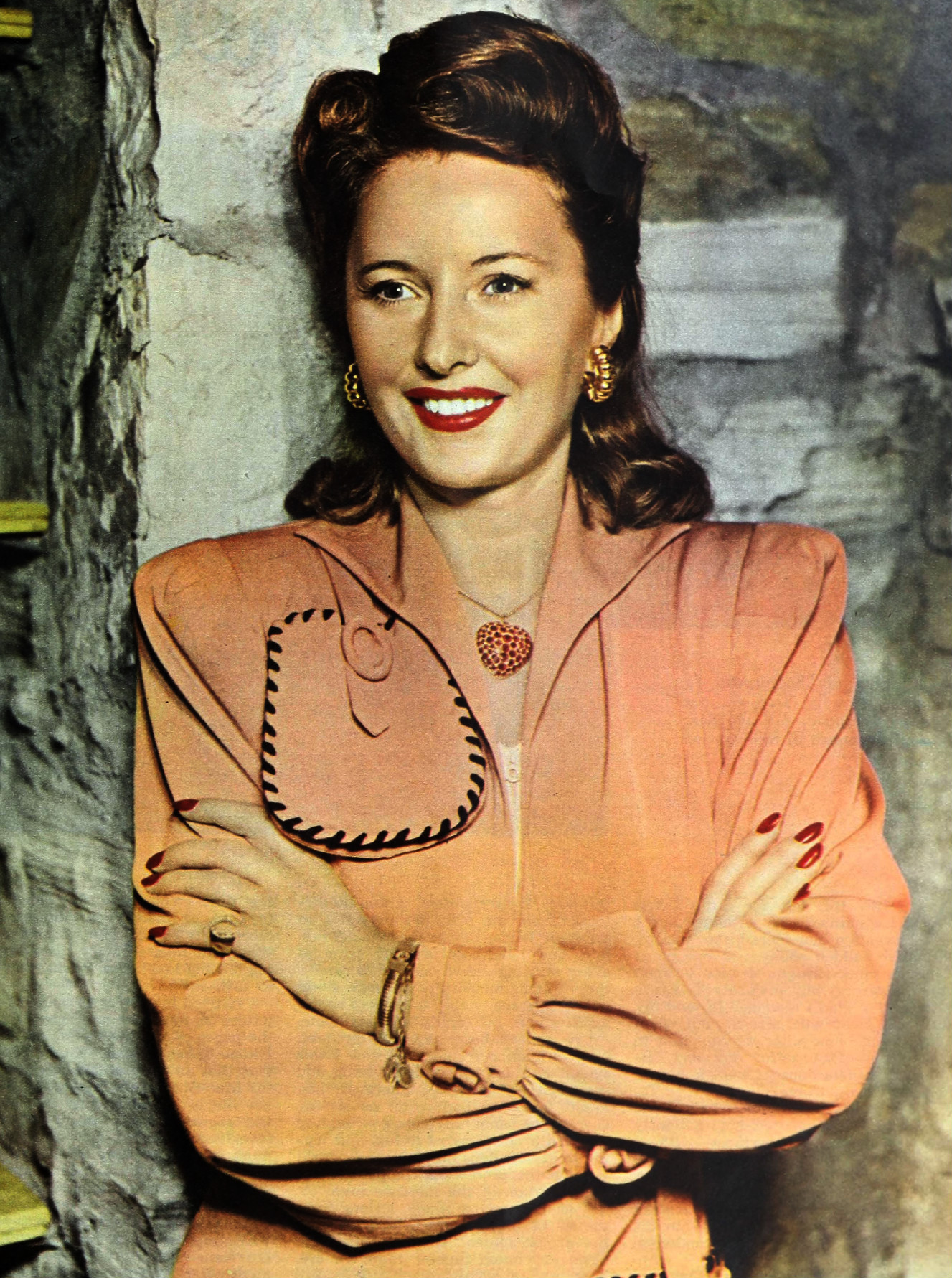
Stanwyck 1943-ban

| Év        | Cím                       | Szerep                                    |
| --------- | ------------------------- | ----------------------------------------- |
| 1952      | The Jack Benny Program    | Paula Alquist (egy epizód)                |
| 1952      | The Christophers          | vendég házigazda                          |
| 1955      | Letter to Loretta         | vendég házigazda                          |
| 1956      | Ford Theatre              | Irene Frazier (egy epizód)                |
| 1958      | Goodyear Theater          | Midge Varney (egy epizód)                 |
| 1958–1959 | Zane Grey Theater         | különböző szerepek                        |
| 1959      | The Real McCoys           | Önmaga (nincs a stáblistán)               |
| 1960–1961 | The Barbara Stanwyck Show | hostess, különböző szerepek               |
| 1961–1964 | Wagon Train               | Kate Crawley Caroline Casteel Maud Frazer |
| 1961      | The Joey Bishop Show      | Dora (egy epizód)                         |
| 1961      | General Electric Theater  | Lili Parrish (egy epizód)                 |
| 1962      | Rawhide                   | Nora Holloway (egy epizód)                |
| 1962      | The Dick Powell Show      | Irene Phillips (egy epizód)               |
| 1962–1963 | The Untouchables          | Agatha Stewart százados (két epizód)      |
| 1965–1969 | The Big Valley            | Victoria Barkley Nellie Handley           |
| 1980      | Charlie angyalai          | Toni (egy epizód)                         |
| 1983      | Tövismadarak              | Mary Carson                               |
| 1985      | Dinasztia                 | Constance Colby (három epizód)            |
| 1985–1986 | The Colbys                | Constance Colby                           |

## Díjak és jelölések
| Év   | Film                      | Díj                                                                                   | Eredmény |
| ---- | ------------------------- | ------------------------------------------------------------------------------------- | -------- |
| 1938 | Asszony a lejtőn          | Oscar-díj a legjobb női főszereplőnek                                                 | Jelölve  |
| 1942 | Szőke szélvész            | Oscar-díj a legjobb női főszereplőnek                                                 | Jelölve  |
| 1945 | Gyilkos vagyok            | Oscar-díj a legjobb női főszereplőnek                                                 | Jelölve  |
| 1949 | Sajnálom, téves szám      | Oscar-díj a legjobb női főszereplőnek                                                 | Jelölve  |
| 1954 | Vezetői lakosztály        | Velencei Filmfesztivál: Zsűri különdíja (megosztva a színtársulattal)                 | Elnyerte |
| 1957 |                           | Photoplay Award: Különdíj                                                             | Elnyerte |
| 1960 |                           | Hollywood Walk of Fame: csillag a Hírességek sétányán                                 | Elnyerte |
| 1961 | The Barbara Stanwyck Show | Primetime Emmy-díj a legjobb női főszereplőnek (drámasorozat)                         | Elnyerte |
| 1961 |                           | Golden Apple                                                                          | Elnyerte |
| 1966 | The Big Valley            | Golden Globe-díj a legjobb női főszereplőnek (drámasorozat)                           | Jelölve  |
| 1966 | The Big Valley            | Primetime Emmy-díj a legjobb női főszereplőnek (drámasorozat)                         | Elnyerte |
| 1967 | The Big Valley            | Golden Globe-díj a legjobb női főszereplőnek (drámasorozat)                           | Jelölve  |
| 1967 | The Big Valley            | Primetime Emmy-díj a legjobb női főszereplőnek (drámasorozat)                         | Jelölve  |
| 1967 | The Big Valley            | Photoplay Award: Legnépszerűbb filmcsillag                                            | Elnyerte |
| 1967 | The Big Valley            | Screen Actors Guild Awards: Életműdíj                                                 | Elnyerte |
| 1968 | The Big Valley            | Golden Globe-díj a legjobb női főszereplőnek (drámasorozat)                           | Jelölve  |
| 1968 | The Big Valley            | Primetime Emmy-díj a legjobb női főszereplőnek (drámasorozat)                         | Jelölve  |
| 1968 | The Big Valley            | Photoplay Award: Legnépszerűbb filmcsillag                                            | Elnyerte |
| 1981 |                           | Film Society of Lincoln Center: Gala Tribute                                          | Elnyerte |
| 1981 |                           | Los Angeles Film Critic Association Awards: Életműdíj                                 | Elnyerte |
| 1982 |                           | Oscar-életműdíj                                                                       | Elnyerte |
| 1983 | Tövismadarak              | Primetime Emmy-díj a legjobb női főszereplőnek (televíziós minisorozat vagy tévéfilm) | Elnyerte |
| 1983 | Tövismadarak              | Golden Apple: Az év színésznője (megosztva Ann-Margrettel)                            | Elnyerte |
| 1984 | Tövismadarak              | Golden Globe-díj a legjobb női főszereplőnek (tévéfilm vagy minisorozat)              | Elnyerte |
| 1987 |                           | American Film Institute, USA: Életműdíj                                               | Elnyerte |